# Mirnoje (obwód amurski)
Mirnoje (ros. Мирное) – wieś (ros. sieło) w południowo-wschodniej Rosji, terytorialnie i administracyjnie należąca do rejonu biełogorskiego, w obwodzie amurskim. 
Według danych statystycznych z 2016 roku wieś zamieszkiwało 227 mieszkańców. 